# David Brauns (Bürgermeister)
David Brauns (* im 16. Jahrhundert oder 17. Jahrhundert; † 1657) war im 17. Jahrhundert Bürgermeister der Stadt Magdeburg.

## Leben
Sein Vater war vermutlich Martin Brauns, der ab 1630 Bürgermeister in Magdeburg war, jedoch bei der Zerstörung der Stadt im Jahr 1631 in seinem Haus erschlagen wurde. David Brauns wurde 1636 Bürgermeister und übte das Amt bis zu seinem Tode 1657 aus. In dieser Zeit amtierten jeweils vier Personen gleichzeitig als Bürgermeister der Stadt.
Ihm gehörte zumindest schon 1631 das Haus Bei der Hauptwache 5. Das Grundstück besaß er bis zu seinem Tode. Nach ihm ging es an seine Witwe. Heute ist das Grundstück Teil des Neuen Rathauses. Ab 1639 hatte er das Haus auf dem späteren Grundstück Berliner Straße 1b, in der heutigen Goldschmiedebrücke, gemietet. 1643 wurde ihm mit einem Nachlass der Laden an der Nordwestecke des Hauses Alter Markt 28 abgetreten, den er jedoch nur kurzzeitig besaß. Ebenfalls kurzfristig gehörte ihm ein Teil des Grundstücks des späteren Hauses Zur güldenen Rose (Breiter Weg 57), den er 1652 für 550 Taler erwarb und schon 1653 zum gleichen Preis wieder verkaufte.

## Wappen

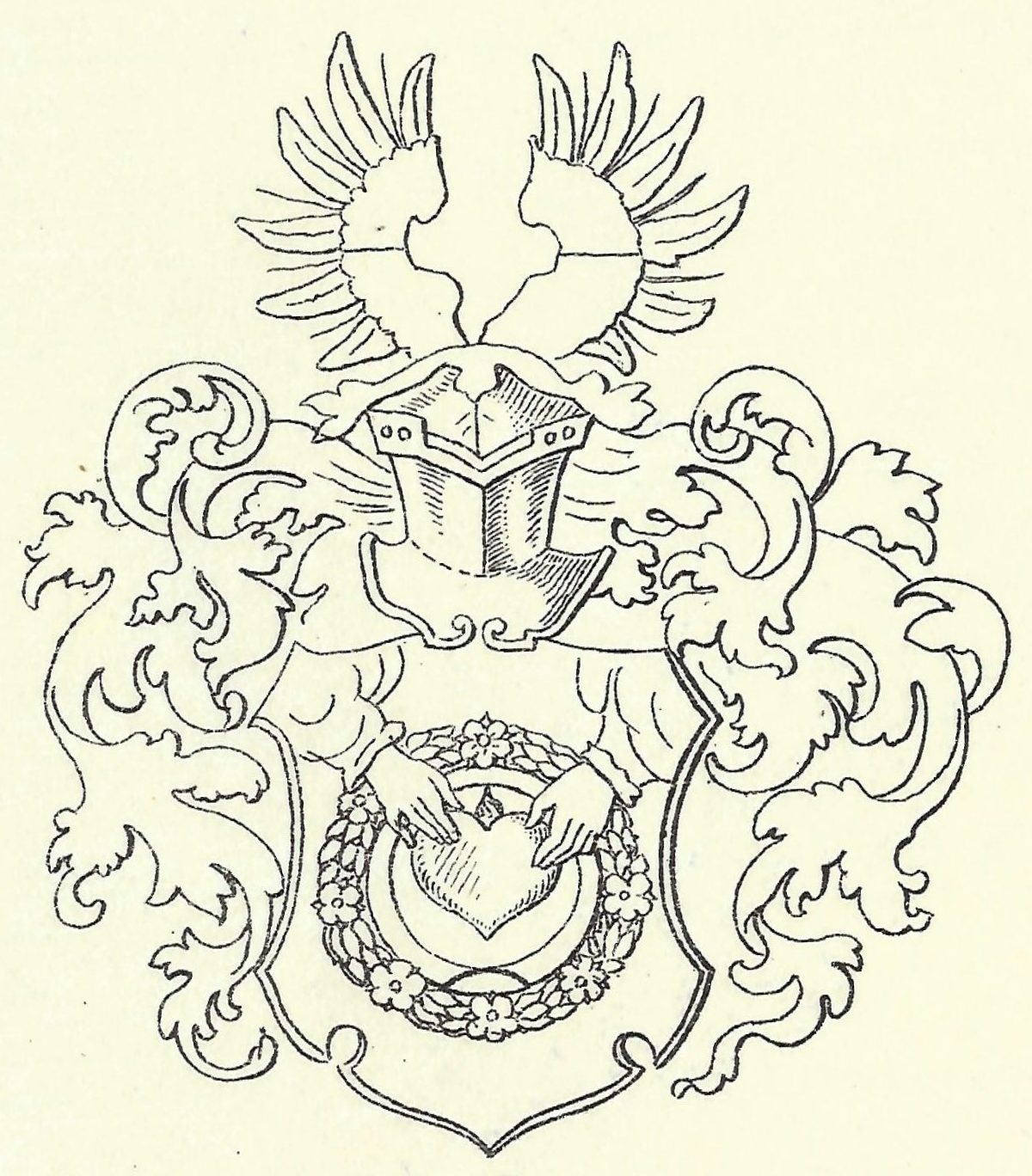
Wappen von David Brauns

An mehreren Stellen im Stadtbild Magdeburgs befindet bzw. befand sich das Wappen von David Brauns. Es zeigt ein flammendes Herz, das von zwei von oben aus den Wolken kommend Händen gehalten wird. Um das Herz ist ein Kranz angeordnet, der mit acht Rosen verziert ist. Das Wappen soll sich am Magdeburger Reiter befinden, ist dann aber ggf. durch Verwitterung nur schlecht erkennbar. Ursprünglich befand es sich auch am Erker des Alten Rathauses. Darüber hinaus war das Wappen, gemeinsam mit dem seiner Ehefrau, im Inneren der westlichen Vorhalle der Johanniskirche zu sehen. Dort war es in einer farbigen Version (weißer Schildgrund, rotes Herz und Rosen, grüner Kranz, Flügel des Helms und Helmdeckecken rot und weiß) erhalten und mit seinem Namen unterschrieben.